# Poveste (Caragiale)
„Poveste” este o operă literară scrisă de Ion Luca Caragiale. 